# Tendrara
Tendrara (franska: Tendrara (CR), Tendrara (Commune Rurale), arabiska: بني كيل) är en kommun i Marocko.   Den ligger i provinsen Figuig och regionen Oriental, i den nordöstra delen av landet, 500 km öster om huvudstaden Rabat. Antalet invånare är 5 803.